# جائزة أفضل لاعبة في القرن
جائزة أفضل لاعبه كرة قدم في القرن العشرين، وهي جائزة أنشأها الاتحاد الدولي لكرة القدم لكرة واحدة بهدف تحديد أعظم لاعبة كرة قدم في القرن العشرين، وأُعلن عنها في حفل فيفا العالمي السنوي الذي أُقيم في روما في 11 من ديسمبر 2000. اللاعبة الأمريكية ميشيل أكيرز واللاعبة الصينية سن وين وهما مشتركتين قد فازتا بالجائزة، حيث فازت ميشيل أكيرز بالجائزة بناء على تصويت مسؤولي الفيفا والصحفيين والمدربين، بينما فازت سن وين بالجائزة بناء على استطلاع للرأي عبر الإنترنت.

## خلفية
منذُ عام 1991، تمنح الفيفا جائزة أفضل لاعب في العالم لهذا العام. حيث قررت المنظمة إجراء تصويت عام لاختيار لاعب القرن من الفيفا (لللاعبين الذكور)، وحارس مرمى القرن من الفيفا، ولاعبة القرن من الفيفا.

## التصويت
حصل أكيرز على لقب أفضل لاعب في FIFA للقرن في تصويت مشترك من قبل قراء مجلة FIFA (بنسبة 50٪) وأعضاء لجنة FIFA لكرة القدم (بنسبة 50٪ أيضًا). وحصلت الاعبة الصينية سن وين على لقب أفضل لاعبة في القرن من الفيفا بناءً على تصويتات الجماهير عبر موقع الفيفا. وبالإضافة إلى جائزة أكيرز، و حلت المهاجمة الأمريكية ميا هام في المراكز الثلاثة الأولى في التصويت للجائزتين. وأنهى هام خلف سن وين (لاعب كرة قدم) في اقتراع جائزة الإنترنت، والثالث خلف كل من Akers وSun في تصويت لاعب القرن.